# Línea 1 (TUP)
La línea 1  es una línea de autobús urbano operado por TUP de la ciudad de Ponferrada.
La línea comunica la zona comercial del Montearenas, así como el cementerio, y la zona alta de la ciudad con el pueblo de Dehesas, pasando por el centro, y posteriormente siguiendo la Avenida de Portugal, el barrio del Temple, Flores del Sil y La Martina. Es la única línea que conecta la zona alta de Ponferrada con el populoso barrio de Flores del Sil en día laborables, siendo los sábados tarde, domingos y festivos reemplazada en la mayor parte de su recorrido por la línea F4. Tiene parada en las proximidades del campus universitario de Ponferrada. En las vísperas del Día de Todos los Santos (1 de noviembre) se programan buses lanzadera que únicamente realizan el trayecto entre el centro de Ponferrada y el cementerio para atender al incremento de demanda, y reduciendo la frecuencia en ese tramo a un bus cada 20 - 30 minutos.

## Paradas
Sentido Dehesas
| Parada                                  | Correspondencias | Hora aproximada de paso |
| --------------------------------------- | ---------------- | ----------------------- |
| Cementerio (1)                          |                  | :55                     |
| Avda. de Astorga (Zona Comercial)       |                  |                         |
| Avda. de Astorga (Tanatorio)            |                  |                         |
| Avda. de Astorga (Campus Universitario) |                  |                         |
| Avda. de Astorga, 7                     |                  |                         |
| C. General. Vives (Parque del Plantío)  |                  |                         |
| C. General. Vives, 55                   |                  | :00                     |
| C. General. Vives (Correos)             |                  |                         |
| Avda. La Puebla, 14                     |                  |                         |
| Avda. La Puebla, 44                     |                  |                         |
| Intercambiador                          |                  | :05                     |
| Avda. Valdés, 32                        |                  |                         |
| Avda. Valdés (Edificio Minero)          |                  |                         |
| Avda. Portugal (Parque Temple)          |                  |                         |
| Avda. Portugal (Auditorio)              |                  |                         |
| Avda. Portugal, 90                      |                  |                         |
| Avda. Portugal, 120                     |                  |                         |
| Avda. Portugal, 146                     |                  |                         |
| Avda. Portugal, 222                     |                  |                         |
| Avda. Portugal, 302                     |                  |                         |
| Avda. Portugal, 338                     |                  |                         |
| Avda. Portugal, Km 3,5                  |                  |                         |
| La Martina (2)                          |                  |                         |
| Dehesas (Avda. Bierzo, 10)              |                  |                         |
| Dehesas (Avda. Bierzo, 86)              |                  |                         |
| Dehesas (Avda. Bierzo, 166)             |                  |                         |
| Dehesas (Avda. Bierzo, 240)             |                  |                         |
| Dehesas (Avda. Bierzo, 298)             |                  |                         |
| Dehesas (Avda. Bierzo, Centro Cívico)   |                  |                         |
| Dehesas (Avda. Bierzo, 418)             |                  |                         |
| Dehesas (Avda. Bierzo, Iglesia)         |                  |                         |
| Dehesas (f.t.m)                         |                  | :25                     |

- (1) Solo llegan al cementerio las salidas de las 15:45 y 16:45 de Camino de Santiago. El resto llegan hasta la parada de Avda. Astorga (Zona Comercial)
- (2) Las salidas de las 11:05 y 17:05 del Intercambiador solo llegan hasta La Martina, no prosiguen hacia Dehesas